# Gus Mercurio
Augustino Eugenio Mercurio, conhecido como Gus Mercurio (Milwaukee, 10 de agosto de 1928 – Melbourne, 7 de dezembro de 2010), foi um ator de cinema e televisão australiano, nascido nos Estados Unidos.

## Morte
Morreu em 7 de dezembro de 2010, aos 82 anos de idade.